# Monumento al Espigolero

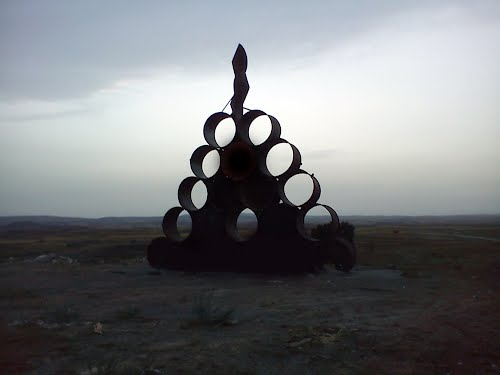
Monumento del Espigolero

El Monumento al Espigolero es una escultura de hierro situada en Escorihuela (Teruel), en la entrada al municipio por la carretera local TE-V-8002 en su tramo Alfambra-Escorihuela.

## Historia
La obra es de Juan José Barragán, artista conceptual a quien corresponde la idea y su diseño a escala, cuya instalación fue realizada por el Taller Ramírez Hernández bajo la dirección de Barragán. Sus características se corresponden con una obra realizada en hierro, a través de la reutilización de caldera de vapor antiguas de espliego (lavanda), de 1,35 m de diámetro de media.
Sus medidas son de 8 metros (m) de largo por 8,60 m de alto y 1,10 m de ancho, y está formada por 20 calderas más 2 tapas cónicas y una plana. Una parte de las calderas tiene base o culo, y otra parte no, ya que las calderas de la destilación del espliego se componían de dos piezas, una montada encima de otra, rejilla interior y tapa cónica o plana. Esto se hacía así para destilar mayor cantidad de espliego con el mismo fuego.
Su origen está en la donación de diferentes materiales relacionados con el espliego por los hermanos Luz al CIES, Centro de Interpretación del Espliego. Los Luz fueron una de las mayores empresas de destilación de esencia de espliego de España durante el siglo XX, y procedentes de Ademuz, trabajaron en todo el sur de Aragón, y zonas aledañas de Valencia, Cuenca y Guadalajara.
Algunos de estos materiales han pasado a formar parte de la colección permanente expuesta del CIES, y el resto se encuentran reutilizados en la escultura de Barragán. Su inauguración se ha llevado a efecto el 14 de agosto de 2012, durante las IV Jornadas del Espliego celebradas en Escorihuela.

## Significado
La escultura aprovecha la forma redonda de las calderas para crear dos grandes triángulos, uno dentro de otro, que recuerdan la forma básica de las montañas donde se recolectaba y destilaba el espliego. Encima de la estructura, formado a base de tapas cónicas de las calderas, se encuentra el espigolero, una figura espigada que recuerda a los campesinos que iban a la montaña a recolectarlo en duras jornadas de trabajo.